# امتیاز برند
امتیاز برند (به انگلیسی: Brand Licensing)اجاره دادن یا به رهن دادن دارایی نامشهود است. این فرایند برای ایجاد و مدیریت یک قرارداد بین شرکت صاحب برند، شخص یا شرکتی صورت می‌گیرد که تمایل در استفاده از برند برای یک محصول موجود در بازه زمانی و جغرافیایی مشخص صورت می‌گیرد. امتیازدهی اصولاً به‌وسیله صاحبان برند برای گسترش نماد و نشان تجاری شرکت در محصولات دیگر با مشخصه‌ای کاملاً متفاوت انجام می‌گیرد.
موزیک، کاراکتر تلویزیونی (میکی موس)، نام (مایکل جردن)، برند (نایک) این‌ها همه دارایی‌های نامشهود هستند.

## تاریخچه
امتیاز برند یک تجارت تمام و کمال است جه در زمینه ثبت و چه در زمینه حق کپی رایت. شروع همچنین دوره‌ای از ده ۱۹۳۰ میلادی با پیدایش کاراکتر میکی موس و با شروع پیدایش تولید محصولات مرطبت با میکی موس شکل گرفت که تحت نظر والت دیسنی تولید نمی‌شدند. این موضوع با رشد صنعت تلویزیون و فیلم حالت شدیدتری گرفت. این موضوع برای مدت طولانی دست نخورده باقی ماند تا جایی که شرکتها متوجه شدند که مشتریان ترجیح دارند که محصول خود را با لوگو و برند مورد علاقه خود خریداری کنند. اسباب بازی‌های «پلی فود» مکدونالد از این جمله محصولات بودند.